# Хуторянин (газета)
«Хуторянин» («Хуторянинъ») — еженедельная полтавская газета по сельскохозяйственным вопросам.

## Издание
Учредителем газеты было Полтавское общество сельского хозяйства. Издавалось с 1896 по 1917 год первоначально под редакцией Д. К. Квитки, затем редакторами были П. Н. Малама, А. П. Шимков и другие. Языком газеты был русский, а в 1917 году также и украинский. Главной ролью этой газеты было расширение знаний по сельскому хозяйству. Материалы издания были посвящены различным вопросам экономической деятельности земств, также нередко издавались работы по краеведению и литературно-критические доклады. Газета была распространена в Полтавской, Черниговской и Харьковской губерниях.